# دین کالینز
دین ریچارد کالینز (به انگلیسی: Dean Collins) (زادهٔ ۳۰ مه ۱۹۹۰ لس‌آنجلس) یک بازیگر آمریکایی است. او بیشتر برای بازی نقش «مایک گلد» در سریال کمدی جنگ در خانه، محصول شرکت فاکس قرن بیستم شناخته شده است که در سپتامبر ۲۰۰۵ پخش خود را آغاز کرد.

## زندگینامه
کالینز با پدر و مادرش زندگی می‌کند و دو برادر بزرگتر و یک خواهر کوچکتر از خودش دارد. دین بهترین دوست لوگان لرمان است که نقش بهترین دوستش را در سریال جک و بابی بازی کرد و آنها بر خلاف ناتمام ماندن سریال، در کنار هم باقی‌ماندند. آن دو در اوقات فراغتشان، روی فیلم‌های کوتاه بامزه و خنده‌دارشان کار می‌کنند، که نویسندگی، کارگردانی، بازی و فیلم‌برداری‌شان را خود بر عهده دارند. آنها فیلم‌ها را به یوتیوب با نام اکانت "monkeynuts1069" ارسال می‌کنند.
دین کالینز و لوگان لرمان همچنین به همراه موزیسینی به نام دانیل پشمن یه باند موسیقی را تشکیل داده اند. کالینز صداها را اجرا می‌کند، لرمان کیبورد می زند و پشمن گیتارو درام می نوازد.

## حرفه
کالینز افزون بر بازی در سریال جنگ در خانه، یک نمایش دیگر در نوامبر ۲۰۰۵ در فیلم «مال شما، مال من و مال ما»، داشت. وی همچنین نقش‌های متناوبی در کانال ام ای دی تی وی در طنز کابوس به عنوان ارنی و ایفای نقشی در سریال جک و بابی را دنبال می‌کرد. وی بعداً در فیلم سینمایی هوت در نقش گارت ظاهر شد.